# Inravisión
Inravisión (acrónimo de Instituto Nacional de Radio y Televisión) fue una entidad de radio y de televisión colombiana, fundada en 1963 y disuelta en 2004.

## Historia
Fue creado por el decreto 3267 del 20 de diciembre de 1963. En este decreto se hacía constar:

El servicio público de radiodifusión y televisión a cargo del Ministerio de Comunicaciones será prestado a partir del primero de abril de 1964, por un establecimiento público con autonomía patrimonial, administrativa y jurídica, que se denominará Instituto Nacional de Radio y Televisión.

Inravisión se encargaba entre otras funciones de:
- Organizar los contratos con empresas comerciales que explotaban los espacios de televisión (conocidas como programadoras).
- Desarrollar y ejecutar los planes y proyectos adoptados por el Ministerio de Comunicaciones.
- Prestación de servicios oficiales de carácter educativo, cultural e informativo por los sistemas de radiodifusión y televisión nacionales.

Durante los años 1960, fue un espacio para la difusión de información audiovisual sobre diferentes fenómenos culturales. Un ejemplo de ello es el programa Juventud moderna, dirigido por Alfonso Lizarazo, y transmitido en directo los sábados de 5 a 6 p. m. para presentar, entre otros, a Los Speakers, Los Flippers y Los Young Beats, junto a Óscar Golden y Harold Orozco. En 1967, el programa pasó a llamarse Estudio 15 y, junto a El club del clan, y Tele-estrella, es recordado como "un espacio para la música moderna".
En 1993, asumió también la tarea de clasificar los programas, los cuales las programadoras tenían que enviar con 72 horas de anticipación a fin de determinar si los programas eran o no apropiados para niños. Inravisión como instituto contribuyó decisivamente al desarrollo de la televisión en Colombia. Sin embargo en 1995 su tarea de clasificación de programas fue tomada por la Comisión Nacional de Televisión (actual Comisión de Regulación de Comunicaciones).
Sin embargo, en los años 1990 Inravisión estuvo afectado por los continuos problemas técnicos, los cuales incluyeron un apagón nacional de los tres canales en junio de 1995 (catalogado en su momento como "el bache más grande en los 41 años de historia de Inravisión"). Comerciales emitidos con mala calidad, deficiencias en la recepción de la señal, incluso en ciudades grandes como Cali, cámaras mal calibradas, goteras en los estudios, y otro apagón de 77 minutos de los tres canales en diciembre de 1995.
Desapareció a finales de 2004, al ser liquidada por tener un enorme pasivo pensional de $600 mil millones de pesos, un retraso tecnológico evidente con respecto a los canales privados, y el mal estado económico del Canal Uno, del Canal A y de la programadora Audiovisuales.
Se nombró un gerente liquidador, junto con un reducido número de personal, que recibieron un salario mínimo hasta diciembre de 2005.
En la actualidad, sus operaciones son de la RTVC Sistema de Medios Públicos.

## Eslóganes
- 1994 (primer semestre): 40 años haciendo el camino para los colombianos.
- 1995-1996: Inravisión, 24 horas de programación[10]
- 1996-2001: Inravisión, al 100% es más!
- 2001-2004: Inravisión, siempre al aire.
- 2004 (primer semestre): 50 años de televisión en Colombia.